# Prokurator Alicja Horn (powieść)
Prokurator Alicja Horn – powieść Tadeusza Dołęgi-Mostowicza z 1933 roku. Początkowo powieść ukazywała się w odcinkach w "Wieczorze Warszawskim" w 1932 roku, a następnie została wydana przez Towarzystwo Wydawnicze „Rój”.
Na podstawie książki powstał w 1933 roku film o tym samym tytule z Jadwigą Smosarską w roli głównej.

## Fabuła

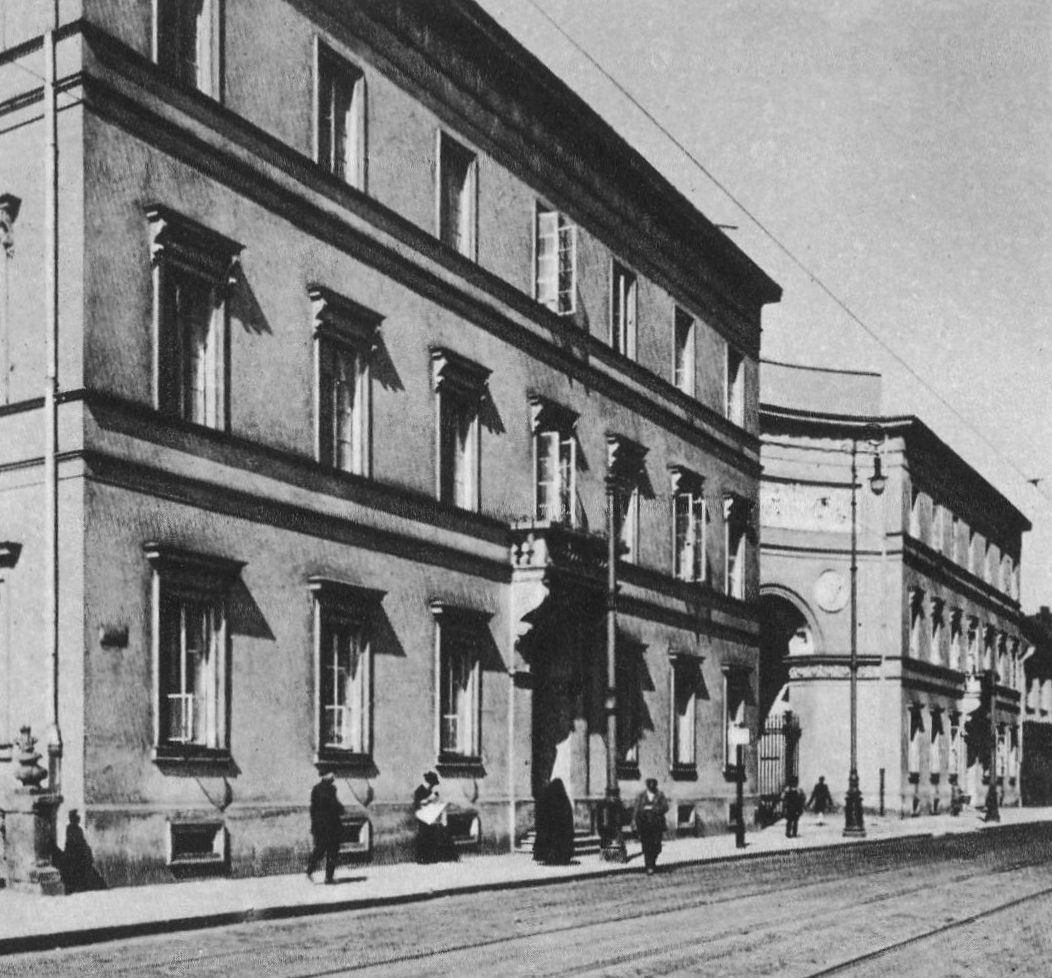
Pałac Paca przy ul. Miodowej (lata 30.), siedziba warszawskiego Sądu Okręgowego, miejsce pracy Alicji Horn

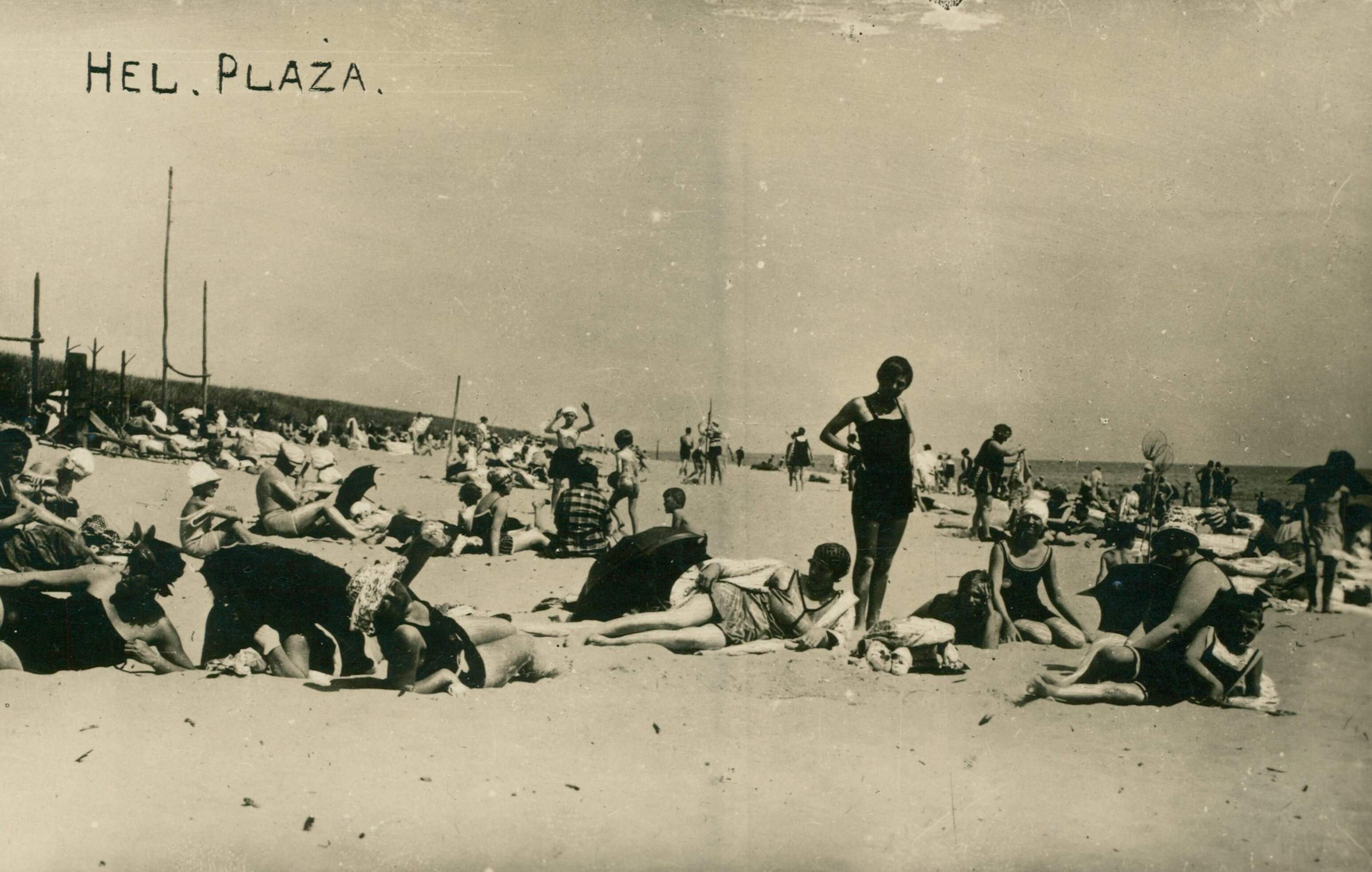
Plaża w Helu, lata 30. Miejsce urlopu Alicji i Bohdana.

Akcja toczy w latach trzydziestych XX wieku. Do Warszawy po długiej nieobecności powraca Bohdan Drucki, awanturnik i kobieciarz, który przed laty wyjechał z Polski ścigany przez wymiar sprawiedliwości. Teraz przybywa z paszportem amerykańskim i pod przybranym nazwiskiem Jan Winkler. Odwiedza starego znajomego profesora Brunickiego, który ze swoim japońskim współpracownikiem prowadzi w tajemnicy zakazane eksperymenty genetyczne. Związany zobowiązaniami z przeszłości Drucki podejmuje z profesorem współpracę na pograniczu prawa. Jednocześnie wraz z innym znajomym, żydowskim kupcem Załkindem, z którym łączy go gangsterska przeszłość z Chicago, staje się właścicielem upadającego nocnego lokalu "Agentyna". Drucki vel Winkler stawia lokal na nogi czyniąc go ulubionym miejscem spotkań warszawskich elit.
W tym czasie młoda i piękna prawniczka Alicja Horn, która również spędziła kilka lat za granicą, zostaje w wieku 28 lat pierwszą w Polsce kobietą prokurator. Jej niezależne poglądy oraz pracowitość i zdolności zwracają uwagę w środowisku sądowym. Drucki zaś, znudzony łatwymi dziewczętami z lokalu, podejmuje zabiegi o pozyskanie względów pięknej i niedostępnej Alicji. Ukrywając swą przeszłość i podwójne życie rozkochuje ją w sobie. Gdy zostaje przypadkowo i niesłusznie oskarżony, Alicja wykorzystuje swoją pozycję i ryzykując swoją karierą pomaga mu.
Między Bohdanem i Alicją pojawia się uczucie i namiętność, a później plany wspólnej przyszłości. Jednak cieniem na ich związku kładzie się mroczna tajemnica z przeszłości, która przed laty połączyła ich i zmieniła życie każdego z nich z osobna. Różnią też ich podglądy na życie i podejście do wspólnego związku, który Alicja traktuje niezwykle poważnie, Bohdan zaś nie umie wyzbyć się skłonności do romansów. Problemem stają się też podejrzane interesy Bohdana oraz zmysłowa nastoletnia wychowanka Alicji, Julka. Wszystko zaś komplikuje się, gdy Bohdan postanawia odejść od Alicji.

## Charakterystyka
Prokurator Alicja Horn powstała po udanym debiucie Dołęgi-Mostowicza, jakim była Ostatnia brygada i tuż po sukcesie Kariery Nikodema Dyzmy. W odróżnieniu od dwóch poprzednich, jest powieścią sensacyjno-romansową i tylko powierzchownie porusza tematy społeczne, a w ogóle nie dotyka tematów politycznych. Przedstawione postacie wzorowane są na ówczesnym kinie popularnym, a odważna obyczajowość przedstawiana jest bez głębszej oceny zachowań bohaterów. Całość tworzy więc kryminał z elementami różnych gatunków literatury popularnej: sensacji szpiegowskiej, romansu, powieści społecznej, erotycznej i obyczajowej. Dużo miejsca w powieści zajmują pseudonaukowe teorie eugeniczne i psychiatryczne, teorie społeczne i nawet praktyki ezoteryczne, co wprowadza element fantastyki naukowej.

## Postacie
- Bohdan Drucki vel Jan Winkler – właściciel warszawskiego lokalu "Argentyna", przybysz z USA o przestępczej przeszłości
- Alicja Horn z domu Żerańska – młoda, piękna i niezależna prawniczka, pierwsza w Polsce kobieta prokurator
- prof. Karol Brunicki – naukowiec psychiatra i genetyk, przyjaciel Druckiego
- dr Kunoki – biolog, współpracownik Brunickiego, pół-Japończyk
- Piotr Brunicki – syn profesora, student w Szwecji
- Borys Załkind vel Czarny Jack – żydowski kupiec, wspólnik Druckiego w interesach
- Lena Załkindowa – żona Borysa i była kochanka Druckiego
- Tonia – krewna Załkinda, zwolenniczka komunizmu
- Julka Hornówna – wychowanka Alicji, siostra jej byłego męża Pawła
- Władysław Czuchnowski – lekarz, początkowo narzeczony Alicji
- Roman Łoziński – lekarz z Helu, kolega Czuchnowskiego
- Józefowa – służąca Alicji
- Martynowicz – prokurator, przełożony Alicji
- Turczyński – prezes Sądu Okręgowego
- Pszczółkowski – sędzia Sądu Okręgowego
- Łęczycki – mecenas, przyjaciel Alicji
- Kazia vel Fiametta – tancerka w "Argentynie"
- Tecia – pracownica "Argentyny", konkurentka Kazi
- Cierżawski – handlarz narkotyków
- Urszula Łęska – śpiewaczka, pacjentka Brunickiego
- Zośka – córka stróża, służąca Druckiego
- Jadwiga Bufałowa – akuszerka
- Fajersonowie – konkurenci Załkinda w interesach
- Irena Cieplikówna – niedoszła pacjentka Brunickiego
- Fienia vel Kupczycha – właścicielka lokalu, siostra Załkinda